# Echiniscus darienae
Echiniscus darienae är en djurart som tillhör fylumet trögkrypare, och som beskrevs av Miller, Horning och Hieronymus Dastych 1995. Echiniscus darienae ingår i släktet Echiniscus och familjen Echiniscidae. Inga underarter finns listade i Catalogue of Life.